# Euproctis revera
Euproctis revera är en fjärilsart som beskrevs av Swinhoe 1904. Euproctis revera ingår i släktet Euproctis och familjen tofsspinnare. Inga underarter finns listade i Catalogue of Life.